# Rex Grossman
Rex Daniel Grossman III (* 23. August 1980 in Bloomington, Indiana) ist ein ehemaliger US-amerikanischer American-Football-Spieler auf der Position des Quarterbacks. Er spielte für die Chicago Bears, Houston Texans und Washington Redskins in der National Football League (NFL).
Grossman ging auf die Bloomington High School South und besuchte die University of Florida. Er wurde 2003 von den Chicago Bears gedraftet, musste aber während seiner ersten drei Saisons meistens wegen einer Verletzung zuschauen. 2006 spielte zum ersten Mal eine Saison komplett durch und wurde mit den Einzug in den Super Bowl XLI belohnt, den die Bears gegen die Indianapolis Colts mit 17:29 verloren. Er spielte bis 2008 für die Bears und unterschrieb 2009 einen Einjahresvertrag mit den Houston Texans. Ab der Saison 2010 spielte er vier Jahre für die Washington Redskins. Zuletzt stand er bei den Cleveland Browns und den Atlanta Falcons unter Vertrag, schaffte es dort aber nicht in den Kader für die Regular Season.

## Frühes Leben
Unter der Motivation und der Leitung seines Vaters Daniel, begann Grossman, schon im Grundschulalter American Football zu spielen. Er fing seine Karriere zuerst als Runningback an, aber trotz seines großen Erfolges, bat seine Mutter Maureen seinen Trainer, ihn zu einem Quarterback zu machen.
An der Bloomington High School warf er 97 Touchdowns bei 7518 Yards Raumgewinn. In seinem letzten Jahr warf Grossman 44 Touchdownpässe, einschließlich eines Spiels, in dem er sechs Touchdownpässe warf, und zwei Spielen, in denen er je vier warf. Sein letztes Jahr erreichte seinen Höhepunkt, als er am 28. November 1998 seiner Mannschaft zu einem 34:14-Sieg über die Homestead High School verhalf. Grossman brach mit fünf Touchdowns bei 216 Yards den Rekord für die meisten in einem Meisterschaftsspiel geworfenen Touchdowns.

## NFL

### Chicago Bears
Die Chicago Bears wählten Grossman in der ersten Runde des NFL Drafts 2003 aus. Unter der Führung des Head Coaches Dick Jauron war er der Ersatzmann für die Quarterbacks Chris Chandler und Kordell Stewart. Grossman spielte erst im letzten Teil der Saison, nachdem die Bears mit den Play-off-Entscheidungen nichts mehr zu tun hatten. Seine Saison endete, als er das letzte Spiel mit einem gebrochenen Finger verlassen musste. Vor dem Beginn der Saison 2004 entließen die Bears Dick Jauron und stellten Lovie Smith ein, unter dem Grossman die Spiele von Anfang an bestritt. Grossman wurde heftig kritisiert, als er beim Saisonauftakt gegen die Detroit Lions eine das Spiel beendende Interception warf. Die Kritik gegen seine Beständigkeit bestätigte sich, als er im Spiel gegen Minnesota Vikings eine Knieverletzung erlitt, als er um einen Touchdown kämpfte. Die Verletzung zwang Grossman den Rest der Saison sich zu erholen.
Er verpasste einen großen Teil der Saison 2005, als er sich in einem Preseasonspiel seinen Knöchel brach. Am 18. Dezember 2005 kehrte er zurück und führte die Bears zu einem 16:3-Sieg über die Atlanta Falcons. Im folgenden Spiel gegen die Green Bay Packers vollendete er 11 von 16 Pässen für 166 Yards bei einem Touchdown und einer Interception beim 24:17-Sieg.
Dank Grossman konnten die Bears noch die Play-offs erreichen. In seinem ersten Play-off-Spiel brachte Grossman aber nur 17 von 41 Pässen, für 192 Yards Raumgewinn bei einem Touchdown und einer Interception, an. Die Bears verloren mit 21:29 gegen die Carolina Panthers.
Während der Saison 2006 wurde Grossman der erste Quarterback der Chicago Bears der alle 16 Spiele startete. Das letzte Mal gelang dies Erik Kramer im Jahr 1995. Trotz seines inkonsistenten Spiels, das sich gegen Saisonende verbesserte, erreichten die Bears 2006 mit einer Bilanz von 13–3 die Play-offs. Er führte die Bears zu einem 27:24-Sieg nach Overtime gegen die Seattle Seahawks und damit in ihr erstes NFC Championship Game seit der Saison 1988. Grossman brachte gegen die Seahawks 21 von 38 Pässen für 282 Yards an ihr Ziel und warf dabei einen Touchdown und eine Interception. Im NFC Championship Game gewannen die Bears mit New Orleans Saints mit 39:14. Grossman startete schlecht in das Spiel und zeigte eine eher schwache Leistung, warf allerdings keine Interceptions und führte die Bears zu einem wichtigen Zeitpunkt, zu Beginn des vierten Viertels, mit vier erfolgreichen Pässen in Folge zu einem wichtigen Touchdown, der die Führung der Bears auf 25:14 erhöhte.
Im Super Bowl XLI unterlag Chicago den Indianapolis Colts mit 17:29. Grossman brachte zwar 20 von 28 Pässen ans Ziel, erzielte aber nur 165 Yards Raumgewinn und einen Touchdown. Dabei unterliefen ihm mehrere Ballverluste: Er verlor zwei Fumbles und warf zwei Interceptions. Eine Interception von Grossman im vierten Quarter wurde von Kelvin Hayden zu einem Touchdown in die Endzone der Bears zurückgetragen.
Grossman ging als Starter in die Spielzeit 2007, wurde aber nach drei schwachen Spielen durch Brian Griese ersetzt. Nach einer Verletzung von Griese kehrte Grossman zurück und kam in fünf Spielen zum Einsatz, bevor er sich gegen die Washington Redskins am Knie verletzte und für den Rest der Saison ausfiel.
Vor der Saison 2008 unterzeichnete er einen neuen Einjahresvertrag bei den Bears, konnte sich jedoch nicht gegen Kyle Orton als Starting Quarterback durchsetzen.

### Houston Texans
Zur Saison 2009 wechselte Grossman zu den Houston Texans, bei denen er einen Ein-Jahres-Vertrag unterschrieb. Dort setzte er sich gegen Dan Orlovsky als Backup hinter Matt Schaub durch.

### Washington Redskins

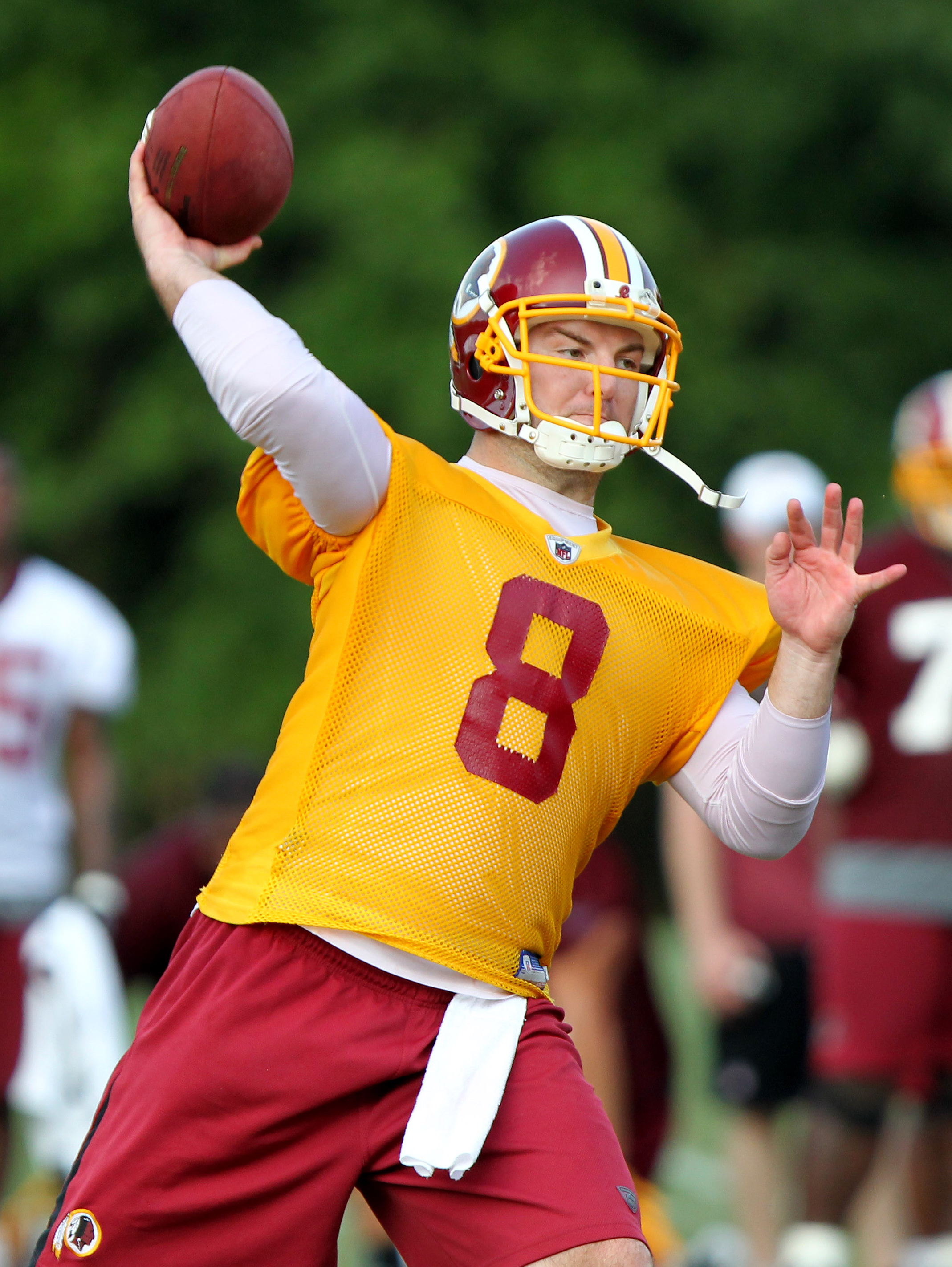
Grossman bei den Redskins (2011)

Am 17. März 2010 nahmen die Washington Redskins Grossman unter Vertrag. Er lief in den letzten drei Spielen der Saison als Starter auf, nachdem Donovan McNabb auf die Bank versetzt wurde. Sein Vertrag wurde verlängert und er konnte sich 2011 im Zweikampf mit John Beck die Rolle als Starting Quarterback sichern. Nachdem er in Woche 5 gegen die Philadelphia Eagles vier Interceptions warf, wurde er für Beck ausgewechselt, der in der Folge zum Starter ernannt wurde. Beck startete nur in drei Spielen, die alle verloren gingen, bevor Grossman wieder zurückkehrte. Mit Grossman gewannen die Redskins 2011 fünf Spiele und verloren acht Partien. Nachdem die Redskins im NFL Draft 2012 mit Robert Griffin III und Kirk Cousins zwei Quarterbacks ausgewählt hatten, stand Grossman als dritter Quarterback noch zwei weitere Jahre im Kader von Washington, kam aber zu keinem Einsatz mehr.

### Cleveland Browns
Grossman unterschrieb am 12. August 2014 bei den Cleveland Browns, wurde aber im Rahmen der Kaderverkleinerung für die Regular Season bereits am 31. August wieder entlassen.

### Atlanta Falcons
Vor der Saison 2015 unterschrieb er einen Einjahresvertrag bei den Atlanta Falcons. Auch in Atlanta verpasste Grossman den Sprung in den Kader für die Regular Season.

### NFL-Statistiken
| Jahr   | Team   | Spiele | als Starter | Comp-Att  | Comp% | Yards  | TD | INT | QB Rtg |
| ------ | ------ | ------ | ----------- | --------- | ----- | ------ | -- | --- | ------ |
| 2003   | CHI    | 3      | 3           | 38–72     | 52,8  | 437    | 2  | 1   | 74,8   |
| 2004   | CHI    | 3      | 3           | 47–84     | 56,0  | 607    | 1  | 3   | 67,9   |
| 2005   | CHI    | 2      | 1           | 20–39     | 51,3  | 259    | 1  | 0   | 59,7   |
| 2006   | CHI    | 16     | 16          | 262–480   | 54,6  | 3.193  | 23 | 20  | 73,9   |
| 2007   | CHI    | 8      | 7           | 122–225   | 54,2  | 1.411  | 4  | 7   | 66,4   |
| 2008   | CHI    | 4      | 1           | 32–62     | 51,6  | 257    | 2  | 2   | 59,7   |
| 2009   | HOU    | 1      | 0           | 3–9       | 33,3  | 33     | 0  | 1   | 5,6    |
| 2010   | WAS    | 4      | 3           | 74–133    | 55,6  | 884    | 7  | 4   | 81,2   |
| 2011   | WAS    | 13     | 13          | 265–458   | 57,9  | 3.151  | 16 | 20  | 72,4   |
| Gesamt | Gesamt | 54     | 47          | 863–1.562 | 55,2  | 10.232 | 56 | 60  | 71,4   |

Quelle: NFL.com